# Rivalité entre les sœurs Williams
|                                                      |  |  |
| Venus Williams (gauche) et Serena Williams (droite). |  |  |

Venus Williams et Serena Williams sont des joueuses de tennis professionnel qui se sont affrontées de nombreuses fois en simple depuis la fin du XXe siècle, constituant ainsi l'une des principales rivalités du tennis féminin actuel.
Serena Williams mène 19-12 dans leurs face-à-face, en simple. Elles se sont affrontées au total dans neuf finales de Grand Chelem (dont sept remportées par Serena, la cadette). Par comparaison, Chris Evert et Martina Navrátilová ont disputé quatorze finales de Grand Chelem l'une contre l'autre, tandis que Steffi Graf et Arantxa Sánchez Vicario en ont disputé sept, de même que Helen Wills Moody et Helen Jacobs. Durant l'ère Open, les sœurs Williams sont les seules joueuses à s'être affrontées dans quatre finales de Grand Chelem consécutives.
Les deux sœurs ont toutes les deux occupé la place de no 1 mondiale en simple. L'aînée des deux sœurs, Venus, a occupé cette position par intermittence durant onze semaines, entre février et juillet 2002. Serena s'est quant à elle classée no 1 sans interruption entre juillet 2002 et août 2003, durant cinquante-sept semaines, puis a de nouveau atteint le sommet de la hiérarchie mondiale fin 2008, ainsi qu'en 2009, 2010, 2013 et 2014.

## Bilan des confrontations
Sur 31 duels, Serena remporte 19 matchs contre 12 à sa sœur Venus. Dans leurs confrontations sur surface dure, Serena mène 13-9 tandis que sur terre battue elle mène 2-1. Sur gazon, Serena mène 4-2. 
|  | Serena Williams | 19 – 12 | Venus Williams |  |

## Historique des rencontres

### 1998-2000
Serena et Venus Williams se sont affrontées pour la première fois dans un match professionnel au second tour de l'Open d'Australie, en 1998. L'aînée des deux sœurs, Venus, s'imposa 7-64, 6-1. Par la suite, elles jouèrent l'une contre l'autre lors des quarts de finale des Internationaux d'Italie, le premier tournoi sur terre battue disputé par Serena Williams depuis le début de sa carrière. Ce match fut remporté par Venus Williams, sur le score de 6-4, 6-2.
Leur troisième confrontation se déroula près d'un an plus tard, en mars 1999, en finale de l'Open de Miami, disputé à Key Biscayne en Floride. Bien que Serena Williams venait de remporter coup sur coup ses deux premiers titres en simple sur le circuit WTA quelques semaines auparavant, elle ne parvint pas à s'imposer contre Venus. Cette dernière remporta la finale en trois sets (6-1, 4-6, 6-4). Ce match fut la première finale en simple disputée entre les deux sœurs sur le circuit professionnel, et fut décrit par leur père comme un "combat de taureaux". Après son sacre à l'US Open, où elle domina Martina Hingis en deux sets en finale, Serena réussit à s'imposer pour la première fois face à son aînée, à l'automne 1999, en finale de la Coupe du Grand Chelem (6-1, 3-6, 6-3). Auparavant, parmi les joueuses les mieux classées, Venus était la seule contre laquelle Serena n'était pas parvenue à s'imposer.
En 2000, à Wimbledon, les deux sœurs s'affrontent au stade des demi-finales, pour leur première confrontation sur gazon. Bien que Serena Williams fut considérée comme la favorite, c'est sa sœur aînée qui s'offrit la victoire (6-2, 7-63), permettant à Venus de disputer la finale du tournoi londonien (qu'elle remporta face à Lindsay Davenport). Fin 2000, Venus menait ainsi 4-1 dans ses face-à-face contre Serena.

### 2001
Au printemps, à l'Open d'Indian Wells, en Californie, Venus décida de déclarer forfait quatre minutes avant le début de la demi-finale qu'elle devait disputer face à Serena, ce qui provoqua une polémique. La famille Williams a été accusée de truquer les matchs, mais cette accusation a été vivement rejetée, notamment par Andre Agassi qui la jugea "ridicule". Serena remporta la finale face à Kim Clijsters sous les huées du public, qui se poursuivirent lors de la remise des trophées. Les sœurs Williams ont depuis ce jour décidé de boycotter le tournoi (jusqu'en 2015, où Serena annonce, dès février, son retour).
Le seul match en 2001 entre les deux sœurs a eu lieu en finale de l'US Open, où elles ne s'étaient jamais rencontrées, mais où les deux avaient déjà remporté le titre en simple. Il s'agissait de la première finale impliquant deux sœurs lors d'un tournoi du Grand Chelem au cours de l'ère open, et la première depuis l'affrontement entre les sœurs Watson en finale de Wimbledon 1884. Ce match a été décrit comme sans doute « la finale de tennis la plus attendue depuis des années ». Cependant, les nerfs semblent avoir joué un rôle dans le match, qui a été remporté facilement par Venus 6-2, 6-4, d'après le journaliste Peter Bodo, qui déclara également que cette première finale de Grand Chelem disputée entre les sœurs Williams était "vraiment un match très moche, même s'il a constitué une belle performance de la part de la gagnante". Avec cette victoire, l'aînée menait alors 5-1 dans ses confrontations avec Serena, fin 2001.

### 2002
2002 marque l'hégémonie de Serena Williams, tant sur le circuit WTA que dans ses confrontations face à sa sœur aînée. La native de Saginaw s'impose en effet en deux sets lors de ses quatre affrontements face à Venus.
Leur première confrontation s'est produite lors des demi-finales de l'Open de Miami. Serena s'impose largement (6-2, 6-2) et marque la fin de vingt-deux victoires consécutives de sa sœur à ce tournoi.
Leur affrontement suivant, en finale de Roland-Garros, constitue la deuxième opposition entre les deux sœurs en finale d'un tournoi du Grand Chelem, mais la première sur terre battue. Serena s'impose au terme d'un match "serré" (7-5, 6-3), et remporte ainsi son deuxième tournoi majeur après l'US Open 1999. Ce match constitue l'unique affrontement entre deux sœurs lors d'une finale du tournoi parisien. En atteignant la finale, Venus et Serena se sont assurées de passer respectivement à la première et à la deuxième place au classement mondial.
Un mois plus tard, les sœurs se retrouvent en finale de Wimbledon. La nouvelle victoire de la cadette (7-64, 6-3) permet à celle-ci de détrôner sa sœur à la place de numéro un mondiale. Bien qu'à ce moment-là, Venus mène encore 5-4 face à Serena, c'est bel et bien cette dernière qui est décrite comme la joueuse "dictant l'agenda du tennis féminin". Les sœurs Williams remportent ensemble le titre du double dames sur le gazon londonien.
Le quatrième et dernier match de l'année entre les deux joueuses se produit lors de la finale de l'US Open, match qui constitue un double enjeu : un nouveau titre du Grand Chelem mais aussi la place de numéro un. Serena s'impose 6-4, 6-3, remportant ici son quatrième trophée en Grand Chelem.

### 2003
2003 marque une baisse de régime des deux sœurs Williams, minées par des blessures. Malgré cela, leurs deux seules confrontations lors de cette année se tiennent en finale de tournois majeurs : à l'Open d'Australie et à Wimbledon.
Pour le quatrième fois en quatre tournois du Grand Chelem consécutifs, le titre se dispute entre les deux Américaines. La victoire de la cadette au terme d'un match disputé (7-64, 3-6, 6-4) amène les médias à parler de "Serena Slam", Serena Williams étant la première joueuse depuis Steffi Graf à être tenante du titre des quatre tournois majeurs à la fois. Les sœurs deviennent à l'occasion les premières joueuses à s'être affrontées consécutivement dans quatre finales de Grand Chelem. Ensemble, elles s'adjugent le titre en double.
Ces performances ont conduit certains observateurs à remarquer que les sœurs Williams avaient la mainmise sur le tennis féminin.

## Liste des rencontres
| No. | Année | Tournoi                 | Lieu                        | Catégorie         | Surface              | Tour          | Vainqueur | Score          |
| --- | ----- | ----------------------- | --------------------------- | ----------------- | -------------------- | ------------- | --------- | -------------- |
| 1.  | 1998  | Open d'Australie        | Melbourne (Australie)       | Grand Chelem      | Dur                  | 2e tour       | Venus     | 7-64, 6-1      |
| 2.  | 1998  | Internationaux d'Italie | Rome (Italie)               | Tier I            | Terre battue         | 1/4 finale    | Venus     | 6-4, 6-2       |
| 3.  | 1999  | Open de Miami           | Key Biscayne (États-Unis)   | Tier I            | Dur                  | Finale        | Venus     | 6-1, 4-6, 6-4  |
| 4.  | 1999  | Coupe du Grand Chelem   | Munich (Allemagne)          | Tier I            | Dur (intérieur)      | Finale        | Serena    | 6-1, 3-6, 6-3  |
| 5.  | 2000  | Wimbledon               | Londres (Royaume-Uni)       | Grand Chelem      | Gazon                | 1/2 finale    | Venus     | 6-2, 7-63      |
| 6.  | 2001  | US Open                 | New York (États-Unis)       | Grand Chelem      | Dur                  | Finale        | Venus     | 6-2, 6-4       |
| 7.  | 2002  | Open de Miami           | Key Biscayne (États-Unis)   | Tier I            | Dur                  | 1/2 finale    | Serena    | 6-2, 6-2       |
| 8.  | 2002  | Roland-Garros           | Paris (France)              | Grand Chelem      | Terre battue         | Finale        | Serena    | 7-5, 6-3       |
| 9.  | 2002  | Wimbledon               | Londres (Royaume-Uni)       | Grand Chelem      | Gazon                | Finale        | Serena    | 7-64, 6-3      |
| 10. | 2002  | US Open                 | New York (États-Unis)       | Grand Chelem      | Dur                  | Finale        | Serena    | 6-4, 6-3       |
| 11. | 2003  | Open d'Australie        | Melbourne (Australie)       | Grand Chelem      | Dur                  | Finale        | Serena    | 7-64, 3-6, 6-4 |
| 12. | 2003  | Wimbledon               | Londres (Royaume-Uni)       | Grand Chelem      | Gazon                | Finale        | Serena    | 4-6, 6-4, 6-2  |
| 13. | 2005  | Open de Miami           | Key Biscayne (États-Unis)   | Tier I            | Dur                  | 1/4 finale    | Venus     | 6-1, 7-68      |
| 14. | 2005  | US Open                 | New York (États-Unis)       | Grand Chelem      | Dur                  | 1/8 de finale | Venus     | 7-65, 6-2      |
| 15. | 2008  | Open de Bangalore       | Bangalore (Inde)            | Tier II           | Dur                  | 1/2 finale    | Serena    | 6-3, 3-6, 7-64 |
| 16. | 2008  | Wimbledon               | Londres (Royaume-Uni)       | Grand Chelem      | Gazon                | Finale        | Venus     | 7-5, 6-4       |
| 17. | 2008  | US Open                 | New York (États-Unis)       | Grand Chelem      | Dur                  | 1/4 finale    | Serena    | 7-66, 7-67     |
| 18. | 2008  | WTA Tour Championships  | Doha (Qatar)                | Masters           | Dur                  | Poule         | Venus     | 5-7, 6-1, 6-0  |
| 19. | 2009  | Open de Dubaï           | Dubaï (Émirats arabes unis) | Premier 5         | Dur                  | 1/2 finale    | Venus     | 6-1, 2-6, 7-63 |
| 20. | 2009  | Open de Miami           | Key Biscayne (États-Unis)   | Premier Mandatory | Dur                  | 1/2 finale    | Serena    | 6-4, 3-6, 6-3  |
| 21. | 2009  | Wimbledon               | Londres (Royaume-Uni)       | Grand Chelem      | Gazon                | Finale        | Serena    | 7-63, 6-2      |
| 22. | 2009  | WTA Tour Championships  | Doha (Qatar)                | Masters           | Dur                  | Poule         | Serena    | 5-7, 6-4, 7-64 |
| 23. | 2009  | WTA Tour Championships  | Doha (Qatar)                | Masters           | Dur                  | Finale        | Serena    | 6-2, 7-64      |
| 24. | 2013  | Coupe Family Circle     | Charleston (États-Unis)     | Premier           | Terre battue (verte) | 1/2 finale    | Serena    | 6-1, 6-2       |
| 25. | 2014  | Open du Canada          | Montréal (Canada)           | Premier 5         | Dur                  | 1/2 finale    | Venus     | 62-7, 6-2, 6-3 |
| 26. | 2015  | Wimbledon               | Londres (Royaume-Uni)       | Grand Chelem      | Gazon                | 1/8 de finale | Serena    | 6-4, 6-3       |
| 27. | 2015  | US Open                 | New York (États-Unis)       | Grand Chelem      | Dur                  | 1/4 finale    | Serena    | 6-2, 1-6, 6-3  |
| 28. | 2017  | Open d'Australie        | Melbourne (Australie)       | Grand Chelem      | Dur                  | Finale        | Serena    | 6-4, 6-4       |
| 29. | 2018  | Open d'Indian Wells     | Indian Wells (États-Unis)   | Premier Mandatory | Dur                  | 3e tour       | Venus     | 6-3, 6-4       |
| 30. | 2018  | US Open                 | New York (États-Unis)       | Grand Chelem      | Dur                  | 3e tour       | Serena    | 6-1, 6-2       |
| 31. | 2020  | Tournoi de Lexington    | Lexington (États-Unis)      | International     | Dur                  | 2e tour       | Serena    | 3-6, 6-3, 6-4  |

En gras, les tournois du Grand Chelem.